# Портобело
9°33′ пн. ш. 79°39′ зх. д. / 9.550° пн. ш. 79.650° зх. д.
Портобело (ісп. Portobelo, раніше Puerto Bello та Porto Belo) — портове місто в панамській провінції Колон. Місто розташоване на північному кінці Панамського перешийку.

## Історія

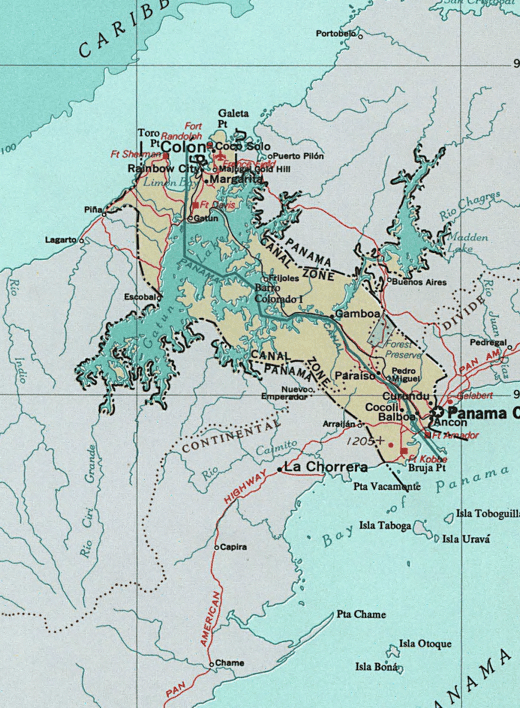
Мапа Панамського каналу, Портобело розташований на північному сході

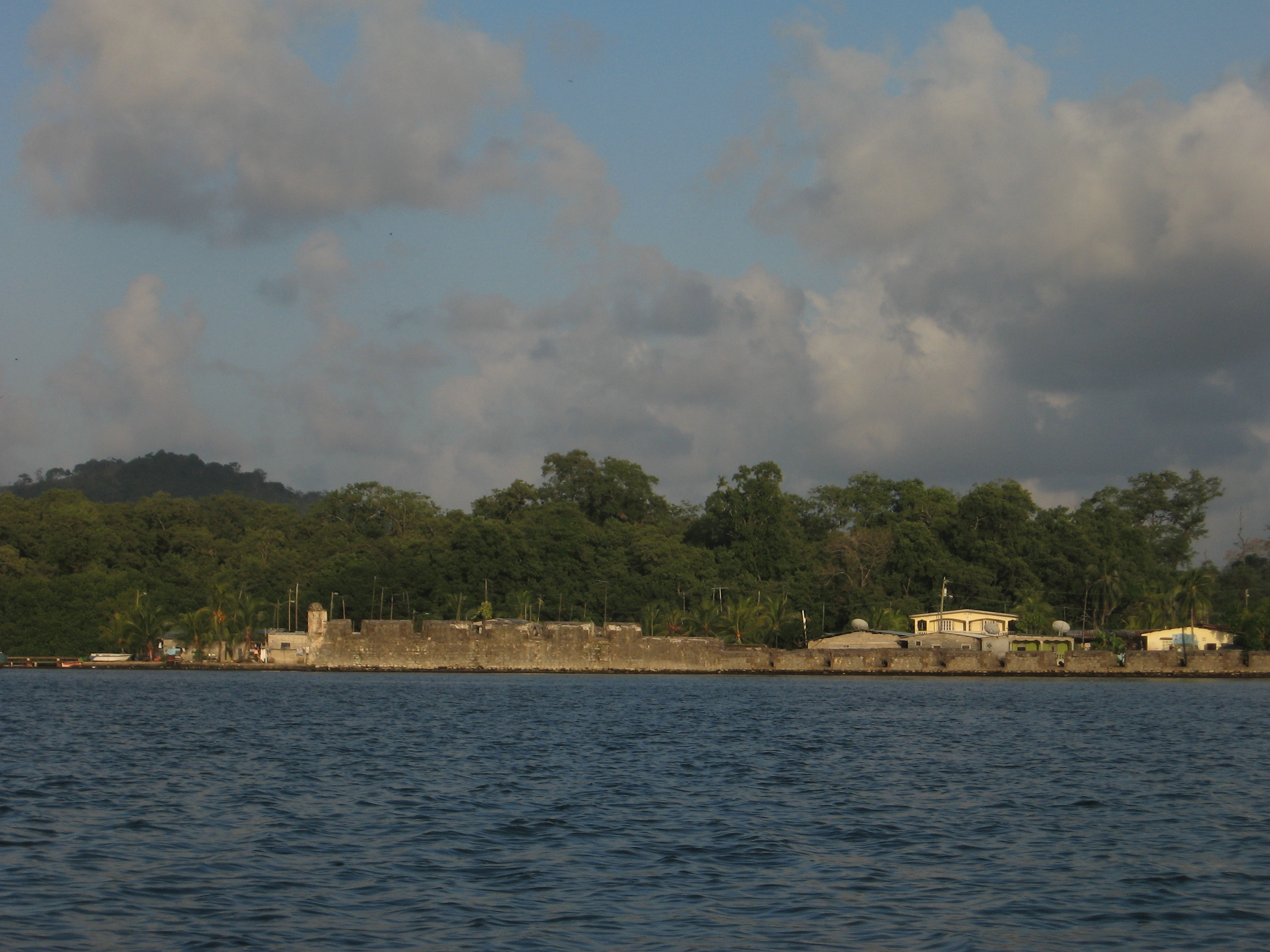

Місто було засноване в 1597 році. З 16 до 18 століття це був важливий порт для експорту срібла з Нової Гранади, та був, таким чином, важливою точкою на шляху іспанських скарбів.
Зібране в імперії інків та в інших місцях Південної Америки золото і срібло доставлялось з тихоокеанських портів на кораблях в Панаму, а звідти іспанські срібні каравани через джунглі Панамського перешийку переводили його по Королівській дорозі на узбережжя Атлантичного океану.
Початковий маршрут Королівської дороги поєднував міста Панаму та Номбре де Діос, але в 1597 році він був перенаправлений до Портобело. Довжина дороги складала біля 70 км. Срібні каравани і міста на Королівській дорозі були привабливою ціллю для піратських нападів.
Місто також відомо через напад на нього відомого пірата Генрі Моргана. В 1668 році Морган з командою 450 піратів здійснив набіг на місто, та незважаючи на добрі укріплення, захопив та зруйнував місто, вбивши значну частину його населення.
У роки англо-іспанської війни 1727—1729 років англійці без особливого успіху намагалися блокувати Портобело. За цей час не було зроблено жодного пострілу, а з 4750 англійських моряків від 3 до 4 тис. стали жертвами тропічних хвороб.
21 листопада 1739 місто знов зазнало нападу, цього разу британського флоту під командою адмірала Едварда Вернона, під час Війни за вухо Дженкінса. Знову місто було захоплено, що продемонструвало слабкість іспанської системи транспорту скарбів з колоній, та привело до її значної модифікації. Іспанці переключилися на транспорт невеликими флотиліями з великого числа портів. Також вони почали огинати мис Горн для транспорту товарів з Перу. В результаті економіка Портобело прийшла в занепад, і не відновлювалася до будівництва Панамського каналу.
Зараз Портобело є невеликим тихим містечком з населенням менш ніж 5 тис. мешканців, хоча і має глибоку та зручну природну гавань. У 1980 році руїни укріплень міста, разом з руїнами укріплень Сан-Лоренсо, були проголошені об'єктом Світової спадщини ЮНЕСКО.
Місто також відоме тим, що Френсіс Дрейк, який загинув від дизентерії в 1596 році, був захоронений в затоці міста.